# 1044 Teutonia
1044 Teutonia је астероид главног астероидног појаса са пречником од приближно 15,20 .
Афел астероида је на удаљености од 2,945 астрономских јединица (АЈ) од Сунца, а перихел на 2,205 АЈ.
Ексцентрицитет орбите износи 0,143, инклинација (нагиб) орбите у односу на раван еклиптике 4,259 степени, а орбитални период износи 1510,072 дана (4,134 године).
Апсолутна магнитуда астероида је 10,90 а геометријски албедо 0,334.
Астероид је откривен 10. маја 1924. године.